# Калінська Ганна Миколаївна

Ганна Миколаївна Калінська (рос. Анна Николаевна Калинская) — російська тенісистка, переможниця юніорського парного турніру Відкритого чемпіонату Австралії.
Перший парний титул WTA Калінська виборола на J&T Banka Prague Open 2019.
Під час поєдинку кваліфікації на турнірі в Цинциннаті зі співвітчизницею Анастасією Потаповою остання звернулася до судді з вимогою змусити залишити трибуни уболівальницю через те, що вона загорнута в український прапор і з вінком на голові.

## Фінали турнірів WTA

### Одиночний розряд 3 (3 поразки)
| Результат | В–П | Дата     | Турнір                                   | Категорія | Покриття | Супротивниця    | Рахунок                 |
| --------- | --- | -------- | ---------------------------------------- | --------- | -------- | --------------- | ----------------------- |
| Поразка   | 0–2 | Лют 2024 | Dubai Tennis Championships, ОАЕ          | WTA 1000  | Хард     | Жасмін Паоліні  | 6–4, 5–7, 5–7           |
| Поразка   | 0–2 | Чер 2024 | German Open, Німеччина                   | WTA 500   | Трава    | Джессіка Пегула | 7–6(0–7), 4–6, 6–7(3–7) |
| Поразка   | 0–3 | Лип 2025 | Washington Open, Сполучені Штати Америки | WTA 500   | Тверде   | Лейла Фернандес | 6–1, 6–2                |

### Пари: 2 (1 титул)
| Резкультат | В–П | Дата     | Турнір                               | Категорія   | Поверхня    | Партнерка        | Супротивниці                         | Рахунок          |
| ---------- | --- | -------- | ------------------------------------ | ----------- | ----------- | ---------------- | ------------------------------------ | ---------------- |
| Поразка    | 0–1 | Лют 2019 | St. Petersburg Ladies' Trophy, Росія | Прем'єрний  | Хард (зала) | Вікторія Кужмова | Катерина Макарова Маргатита Гаспарян | 5–7, 5–7         |
| Перемога   | 1–1 | Тра 2019 | Prague Open, Чехія                   | Міжнародний | Ґрунт       | Вікторія Кужмова | Ніколь Меліхар Квета Пешке           | 4–6, 7–5, [10–7] |

## Фінали юніорських турнірів Великого шолома

### Дівчата. Одиночний розряд
| Результат | Рік  | Турнір      | Поверхня | Супротивниця | Рахунок  |
| --------- | ---- | ----------- | -------- | ------------ | -------- |
| Поразка   | 2015 | French Open | Ґрунт    | Паула Бадоса | 3–6, 3–6 |

### Дівчата. Пари
| Результат | Рік  | Турнір          | Поверхня | Партнерка          | Супротивниці                          | Рахунок  |
| --------- | ---- | --------------- | -------- | ------------------ | ------------------------------------- | -------- |
| Поразка   | 2015 | US Open         | Хард     | Анастасія Потапова | Вікторія Кужмова Олександра Поспєлова | 5–7, 2–6 |
| Перемогаn | 2016 | Australian Open | Хард     | Тереза Мігалікова  | Даяна Ястремська Анастасія Зарицька   | 6–1, 6–1 |